# فائز بك
فائز بك (20 يونيو 1956 - ) هو لاعب كريكت هندي.

## وصلات خارجية
- فائز بك على موقع إي آس بي آن كريك إنفو (الإنجليزية)